# Лунская-А

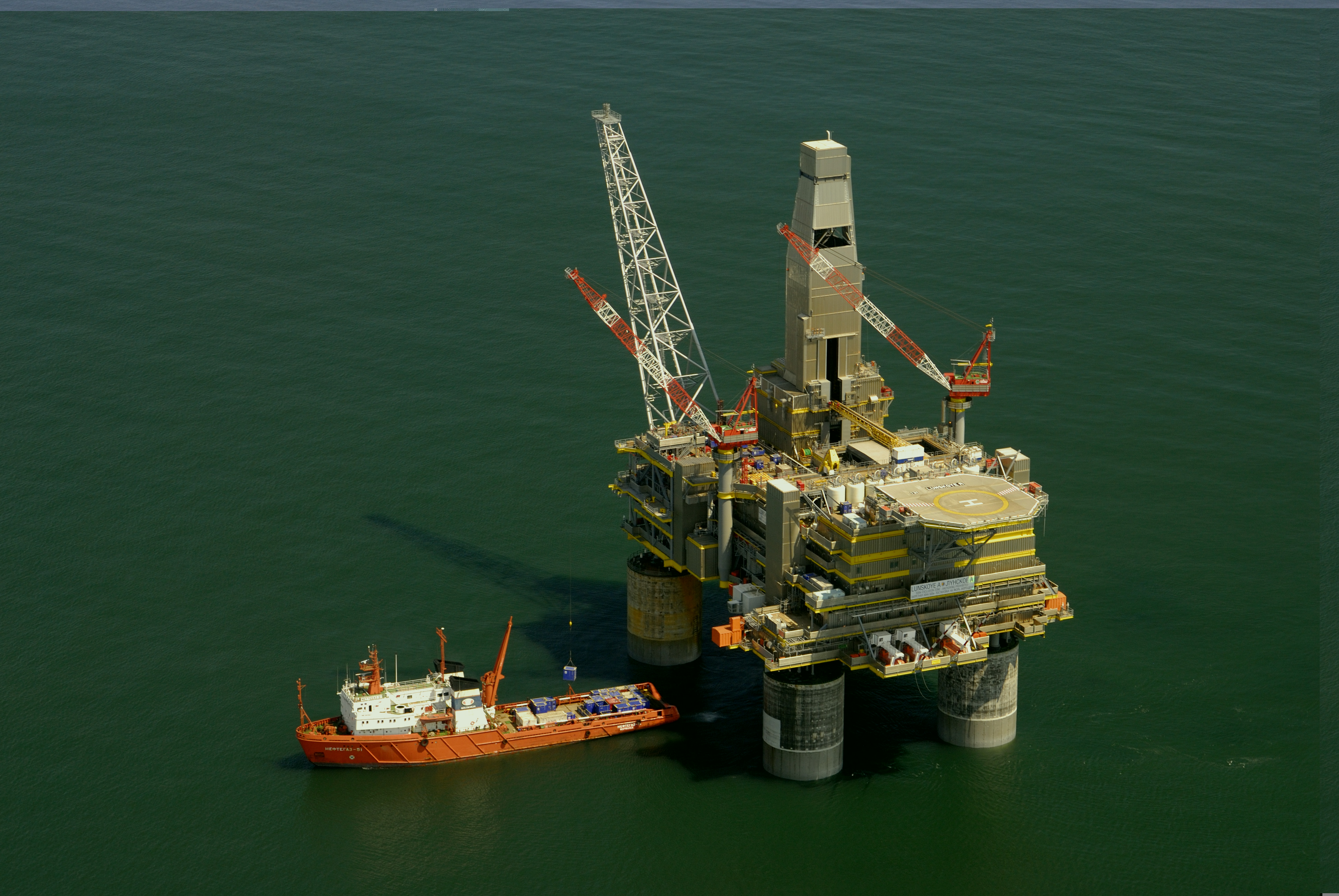
Платформа «Лунская-А»

Платформа «Лунская-А» — буровая и добывающая платформа, установленная на шельфе Охотского моря в рамках проекта «Сахалин-2».

## История
Платформа «Лунская-А» (Лун-А) была установлена в июне 2006 года на Лунском газовом месторождении в Охотском море в 14 км от побережья на глубине 48 м. Платформа Лун-А оснащена минимальным технологическим оборудованием. Она предназначена для круглогодичной добычи и добывает большую часть газа для завода по производству СПГ. Первичная обработка газа
производится на объединённом береговом технологическом комплексе (ОБТК), после чего газ транспортируется на завод по производству СПГ.

## Конструкция
Основание платформы представляет собой железобетонное основание гравитационного типа с четырьмя опорами, на которых располагаются верхние строения платформы с технологическим оборудованием и сооружениями. Юго-восточная опора используется как площадка скважины, северо-восточная опора предназначена для стояков морского трубопровода/труб с закруглением большого радиуса, а остальные две опоры будут служить для установки насосов и резервуаров для перекачки нефти.
Верхние строения платформы были построены в Южной Корее. На верхних строениях платформы размещено буровое оборудование и оборудование для сепарации жидких углеводородов, хранилище для химических реагентов и жилой модуль. В целях безопасности все технологическое и буровое оборудование расположено на противоположном от жилого модуля конце платформы. Основные рабочие зоны закрыты, в них предусмотрен контроль температуры и вентиляции. Оборудование, расположенное на открытом воздухе, оснащено средствами защиты от обледенения и низких температур.
Для транспортировки верхнего строения платформы на Сахалин была построена специальная баржа. Во время погрузки на баржу верхнее строение поднималось домкратами на высоту 25 м. В июне 2006 года верхние строения платформы Лун-А были установлены на основание методом надвига. Баржа с верхними строениями была размещена между опорами железобетонного основания, и массивная конструкция верхних строений посредством балластировки судна была медленно и осторожно опущена на опоры основания. Верхние строения были прикреплены к опорам скользящего типа, тем самым, ознаменовав появление нового метода установки. Опоры скользящего типа размещены под верхним строением платформы, чтобы обеспечить её подвижность во время землетрясения, в то время как железобетонные основания гравитационного типа остаются прочно стоять на морском дне.
Лун-А используется для бурения с расширенным радиусом охвата отклонённых скважин с максимальным горизонтальным отклонением до 6 км и максимальной истинной вертикальной глубиной 2920 м.

## Основные показатели
- Размещение персонала: 126 работников, однако, проживает на платформе до 140 человек
- Основание
  - Высота: 152 м
- Плита основания: 88 м x 105 м x 13,5 м
- Высота опоры: 56 м
- Диаметр опоры: 20 м
- Верхние строения
  - Высота факельной трубы: 105 м
- Вес платформы: 133 000 т Расчётная производительность платформы ЛУН-А составляет более 50 млн м3 газа при объёме добычи попутного конденсата и нефти — примерно 8000 м3 (50 000 баррелей) в сутки.

В 2016 году среднесуточная добыча газа с платформы составила 45,68 млн м3.

## Модернизация
В 2016 г. пробурены и введены в эксплуатацию две новые газодобывающие скважины, оборудованные гравийными фильтрами в открытом стволе с целью предотвращения выноса песка.
Перед освоением новых скважин на платформе было введено в эксплуатацию специальное оборудование, позволяющее устранить риск загрязнения производственного оборудования платформы жидкостями, механическими примесями или эмульсиями, которые могут поступать из скважин при освоении.
Во второй половине 2016 г. была осуществлена замена верхних центральных и отводных задвижек на двух скважинах для восстановления герметичности.

## ЛУН-А в 2017
В 2017 г. платформа ЛУН-А продолжала работу в стабильном режиме, обеспечивая бесперебойную добычу газа из  действующих скважин.
Среднесуточная добыча газа с  платформы составила 47,93 млн м3 . С начала разработки на платформе добыто 136 млрд м3 газа.
В 2017 г. с платформы ЛУН-А пробурены две газовые скважины. В ходе строительства первой газовой скважины пробурён пилотный ствол для доразведки одного из блоков Лунского месторождения в целях подтверждения наличия нефтяной оторочки и уточнения геологического строения.
В 2017 г. осуществлена замена верхних центральных и отводных задвижек на трёх скважинах для восстановления герметичности. Помимо бурения и  ремонтных работ компания вела: геофизические исследования в открытом стволе скважины; непрерывный контроль пластового давления и размещения отходов бурения и попутной воды; исследования керна и анализ проб пластовой воды.
В 2017 г. подготовлено Дополнение к техническому проекту на  строительство и  эксплуатацию подземных сооружений, не связанных с добычей полезных ископаемых, в целях размещения буровых отходов и  других жидкостей на  Лунском месторождении. В 2017 г. по результатам доразведки выполнены оперативная переоценка запасов углеводородов и  Дополнение к  техно- логической схеме разработки Лунского нефтегазоконденсатного месторождения.
Материалы в конце 2017 г. направлены на рассмотрение в ФБУ «ГКЗ» Роснедра.

## ЛУН-А в 2018
В 2018 г. платформа ЛУН-А продолжала работу в стабильном режиме, обеспечивая бесперебойную добычу газа из действующих скважин. Среднесуточная добыча газа с платформы составила 47,68 млн м³ . С начала разработки платформа добыла 153 млрд м³ газа. В соответствии со стратегией поддержания уровня добычи углеводородов и для увеличения охвата залежи разработкой компания наращивает объём бурения скважин со сверхбольшим отходом от вертикали. В рамках данной стратегии на Лунском месторождении в 2018 г. завершено бурение самой длинной газодобывающей скважины в истории компании — 8,4 км.
За время бурения в 2018 г. был установлен ряд рекордов не только в масштабах компании, но и относительно всех предприятий концерна Shell:
– длина скважины в четыре раза превышает глубину по вертикали;
– проходка «трактора» при геофизическом исследовании скважин (цементометрия) внутри колонны 13 3/8” — самая длинная в мире;
– общая проходка «трактора» — самая длинная в Shell;
– самая большая длина хвостовика, спущенного в «плавающем» режиме.
При заканчивании применена технология намыва гравийного фильтра в скважине при помощи морского судна, специально оборудованного для такого вида работ. Помимо бурения и ремонтных работ компания проводила геофизические исследования в открытом стволе скважин, непрерывно контролировала пластовое давление, размещение отходов бурения и попутной воды в подземные горизонты, вела исследования керна и анализ проб пластовой воды.
В летний сезон 2018 г. на Лунском месторождении был проведён повторный 4D-сейсмический мониторинг.
К особенностям данных работ в 2018 г. можно отнести использование донных принимающих станций по всей площади месторождения, что позволило проводить исследования в непосредственно прилегающих к платформе областях.

## ЛУН-А в 2019
В 2019 г. платформа ЛУН-А продолжала работу в стабильном режиме, обеспечивая бесперебойную добычу газа из действующих скважин.
Среднесуточная добыча газа с платформы составила 47,42 млн м³.

## ЛУН-А в 2020
Среднесуточная добыча газа с платформы составила 49,52 млн м³.
Среди достижений года—окончание первой фазы обновления интегрированной модели Лунского месторождения. Информация, собранная во время бурения новых скважин, данные последних геолого-технических мероприятий и мониторинга разработки, а также результаты 4D-сейсморазведки 2015 и 2018 гг. позволили уточнить геологическую и гидродинамическую модели месторождения.